# 554
554 (DLIV) je bilo navadno leto, ki se je po julijanskem koledarju začelo na četrtek.

## Dogodki
- 1. januar

## Smrti
- Agila I., vizigotski kralj (* ni znano)